# Zr.Ms. Luymes (2004)

Zr.Ms. Luymes (A803)

De Zr. Ms. Luymes (A803) is een hydrografisch opnemingsvaartuig (HOV) van de Koninklijke Marine. De Luymes heeft één zusterschip: Zr.Ms. Snellius (A802).
De schepen zijn in Nederland ontworpen. Ze zijn gebouwd door Damen Shipyards Group waarbij het casco gebouwd werd in Galați (Roemenië), en de afbouw in Vlissingen gedaan werd.
Het schip is vernoemd naar de hydrograaf Johan Lambertus Hendrikus Luymes (1869-1943), die van 1920 tot 1934 hoofd van de Dienst der Hydrografie was.
De huidige Luymes is het derde hydrografisch vaartuig met deze naam, maar het eerste was nooit in dienst.
De schepen hebben verschillende taken: het in kaart brengen van de zee, functioneren als schip van de wacht, vlagvertoon in binnen- en buitenland, assisteren bij maritiem wetenschappelijk onderzoek van het Ministerie van Defensie en assisteren bij calamiteiten op zee.